# Flacillulini
Flacillulini, es una tribu de pequeñas arañas araneomorfas, pertenecientes a la familia Salticidae.  Se distribuyen por Eurasia, en África y Australia.

## Géneros
- Afraflacilla Berland & Millot, 1941 (17 especies en África, Oriente Medio, Europa y Australia).
- Flacillula Strand, 1932 (6 especies en Asia).